# Hadhitat al-Furat
Hadíthat al-Furat (també Hadíthat an-Nura) és una ciutat d'Iraq, a la riba de l'Eufrates, a una illa del riu. La vila va tenir certa importància fins al 1910 quan les roques i rescloses del riu foren eliminades per obrir pas a uns vaixells de correus que no es van arribar a posar en funcionament. Llavors tenia 400 cases i 3 mesquites, però després va entrar en decadència. Hi ha les tombes de tres sants.
Fou conquerida just abans del califat d'Umar. Tenia un castell o fortalesa i estava poblada per cristians, que ho van restar durant alguns segles.